# Кэмерон, Коннор
Коннор Кэмерон (англ. Connor Cameron, 11 мая 1985, Саммерсайд, Канада) — канадский хоккеист и тренер. Сын Дэйва Кэмерона.

## Биография
Некоторое время под руководством отца играл в OHL за «Торонто Сент-Майклз Мейджорс», однако заиграть на высоком уровне не смог. Постепенно перешел на тренерскую работу. В 2016 году Кэмерон-младший вошел в штаб Горди Дуайера в хорватском клубе КХЛ «Медвешчак». В концовке сезона рулевой команды-аутсайдера лиги принял предложение швейцарской «Амбри-Пиотты» и Кэмерона назначили исполняющим обязанности главного тренера на заключительные четыре матча регулярного чемпионата. Поединок с ярославским «Локомотивом» стал для него первым в самостоятельной карьере наставника. На тот момент ему был 31 год. Кэмерон стал самым молодым тренером в истории КХЛ (предыдущий рекорд принадлежал Андрею Назарову, дебютировавшему в этой роли в 34 года и 3 месяца). Завершив регулярку, канадец покинул «Медвешчак» и присоединился к Дуайеру в «Амбри-Пиотте». Однако вскоре он вернулся в хорватский коллектив, который к тому моменту уже покинул КХЛ.
Также Коннор Кэмерон работал с системе юниорских сборных Канады.